# Deutsch-Iranische Industrie- und Handelskammer
Die Deutsch-Iranische Industrie- und Handelskammer (kurz AHK Iran) war eine deutsche Auslandshandelskammer mit Sitz in Teheran.

## Geschichte
Die AHK Iran wurde am 29. April 1975 vom Deutschen Industrie- und Handelskammertag (DIHK), vertreten durch Gründungsgeschäftsführer Wulf Martin, gemeinsam mit einem Gründungsvorstand von sechs deutschen und sechs iranischen Kaufleuten gegründet. Seitdem wurde dieses Verhältnis aus Vorstandsmitgliedern deutscher und iranischer Staatsbürgerschaft beibehalten. Nach den Vorstandswahlen 2020 wurde Abbas Ali Ghassai als Präsident wiedergewählt. Als Vizepräsidenten wurden Kamran Rezaie und Michael Bitsch und als Schatzmeisterin Nazanin Bahmani gewählt. Die AHK Iran verlor im November 2023 ihren Status als anerkannte Auslandshandelskammer (AHK). Die bisherige Geschäftsführerin Susann Gerlach ist nun beim Deutschen Industrie- und Handelskammertag in Berlin tätig.